# Belel Forest Park
Belel Forest Park – park leśny w Gambii, położony w dywizji Central River, między północnym brzegiem rzeki Gambia a trasą North Bank Road, ok. 6 km na południe od miejscowości Kaur. Park zajmuje obszar około 405 hektarów i został utworzony w 1954 roku.